# Rockville (Minnesota)
Pour les articles homonymes, voir Rockville.
Rockville est une ville américaine située dans le Comté de Stearns, dans le Minnesota. Selon le recensement de 2010, sa population est de 2 448 habitants.